# Taeniacanthus wilsoni
Taeniacanthus wilsoni is een eenoogkreeftjessoort uit de familie van de Taeniacanthidae. De wetenschappelijke naam van de soort is voor het eerst geldig gepubliceerd in 1929 door Scott A..